# Begum Jan
Begum Jan és una metgessa i fundadora de l'Associació de Benestar de les Dones Tribals, que educa les dones de les tribus del nord-oest del Pakistan sobre els seus drets i els ofereix formació mèdica. Va créixer al Waziristan meridional, una àrea conservadora del Pakistan, però el seu pare la va encoratjar a convertir-se en metgessa. Va anar a una escola de nois quan era nena perquè no n'hi havia cap de noies, i quan els caps tribals li van prohibir anar-hi va estudiar amb un professor particular.
El 2007, en una protesta nacional de dones contra els clergues promotors d'atemptats suïcides i altres formes de violència, Jan va encapçalar la protesta de l'Associació de Benestar de les Dones Tribals. El 2008 seguia sent la presienta de l'Associació de Benestar de les Dones Tribals.
El 2008 va rebre el Premi Internacional Dona Coratge, i esdevingué la primera pakistanesa a rebre aquest premi.